# Jadwiga Stankiewicz-Jóźwik
Jadwiga Stankiewicz-Jóźwik – polska Sprawiedliwa wśród Narodów Świata.

## Życiorys
Jesienią 1942 r., kiedy Niemcy rozpoczęli deportację Żydów z getta w Międzyrzecu Podlaskim w dystrykcie lubelskim, Ida Muszyńska, jej mąż Stanley i matka Lea Lew uciekły z getta. Po dotarciu do Warszawy trójka uchodźców zwróciła się do swoich przyjaciół Teski, którzy umieścili ich w swoim mieszkaniu. W sylwestra 1943 Gestapo przyjechało aresztować Teskisa za pracę w polskim podziemiu. Zanim jeszcze włamali się do mieszkania, Muszyńskiem w ucieczce tylnymi drzwiami pomogła 19-letnia Jadwiga Stankiewicz, służąca Teskich, a Lea Lew ukryła się w skrzyni pod kanapą w swoim pokoju. Później Stankiewicz opiekował się dziesięcioletnim Januszem Konem, który również znalazł schronienie u Teskisów. Stankiewicz przekazał mu fałszywe dokumenty należące do zmarłego brata. Po wojnie Muszyńscy wyemigrowali do Stanów Zjednoczonych. Chociaż Kon również przeżył, jego miejsce pobytu jest nieznane.
W 1999 r. Jadwiga Stankiewicz-Jóźwik została odznaczona przez Jad Waszem medalem Sprawiedliwej wśród Narodów Świata.